# Lycenchelys bullisi
Lycenchelys bullisi és una espècie de peix de la família dels zoàrcids i de l'ordre dels perciformes.

## Morfologia
- Els mascles poden assolir 17,6 cm de longitud total.[4][5]

## Hàbitat
És un peix marí i d'aigües profundes que viu entre 732-750 m de fondària.

## Distribució geogràfica
Es troba a l'Atlàntic occidental central: des del Golf de Mèxic fins a l'est de Florida.

## Observacions
És inofensiu per als humans.